# Claudius Steinhardt
Claudius Steinhardt (* 1981 in Bonn) ist ein deutscher Wirtschaftswissenschaftler.

## Leben
Er studierte an der TU Darmstadt Wirtschaftsinformatik mit den Schwerpunkten Operations Research, Logistik und Data Mining. An der Universität Augsburg promovierte er 2010 am Lehrstuhl für Analytics & Optimization auf dem Gebiet des Revenue Managements. Nach der Habilitation 2013 zum Thema „Customer-Centric Modeling“ vertrat er ab 2013 den Lehrstuhl für Allgemeine Betriebswirtschaftslehre, insbesondere quantitative Methoden an der Universität der Bundeswehr München, den er im April 2014 übernahm. 
Seine Forschungsschwerpunkte sind Entwicklung und Anwendung von Methoden des Operations Research und der Advanced Analytics auf Fragestellungen des Pricing, des Revenue Managements und der Logistik.

## Schriften (Auswahl)
- mit Robert Klein: Revenue-Management. Grundlagen und mathematische Methoden. Berlin 2008. ISBN 978-3-540-68843-3.